# Böblingen
Böblingen je německé velké okresní město ve spolkové zemi Bádensko-Württembersko. Je zároveň sídlem stejnojmenného zemského okresu a leží asi 20 km jihozápadně od Stuttgartu. Žije zde přibližně 52 tisíc obyvatel.

## Historie
Město bylo založeno v roce 1253 a v roce 1357 připadlo württemberskému vévodství. 12. května 1525 proběhla u města bitva, jedna z nejkrvavějších bitev Německé selské války; z 15 tisíc ozbrojených sedláků tři tisíce zahynuly. Roku 1648, na konci Třicetileté války, počet obyvatel klesl na 600. Roku 1879 bylo město připojeno k železnici, což významně podpořilo vznikající průmysl. Za druhé světové války bylo město silně poškozeno nálety, po válce tu byla americká tanková posádka.

## Doprava
Letiště Stuttgart je vzdáleno asi 25 minut jízdy železnicí. Křižovatka dálnic A8 a A81 leží severovýchodně od města, které obsluhuje několik dálničních sjezdů. Böblingen je součástí oblastní dopravní sítě města Stuttgart, kam vede příměstská trať S1 a řada železničních i autobusových spojů.

## Průmysl
Böblingen bylo už koncem 19. století průmyslové město. Mezi největší zaměstnavatele patří automobilka Daimler, která zde vyrábí luxusní vozy Mercedes, dále firma Philips, která zde vyrábí lékařskou techniku, firmy HP, IBM a další vyrábějí polovodiče, počítače a měřicí techniku. V 70. a 80. letech zde vznikla řada vývojových středisek IT a polovodičové techniky, většina z nich se však postupně odstěhovala jinam.

## Pamětihodnosti
Jako průmyslové i armádní centrum bylo Böblingen za druhé světové války postiženo těžkými nálety, historické jádro však bylo po válce pečlivě obnoveno.
- Farní kostel sv. Dionysia na náměstí s kamennou věží z počátku 13. století v průčelí.
- Středověký luteránský kostel s věží ve čtvrti Dagersheim.
- Řeznické muzeum v hrázděném měšťanském domě na náměstí vedle kostela.

## Fotogalerie

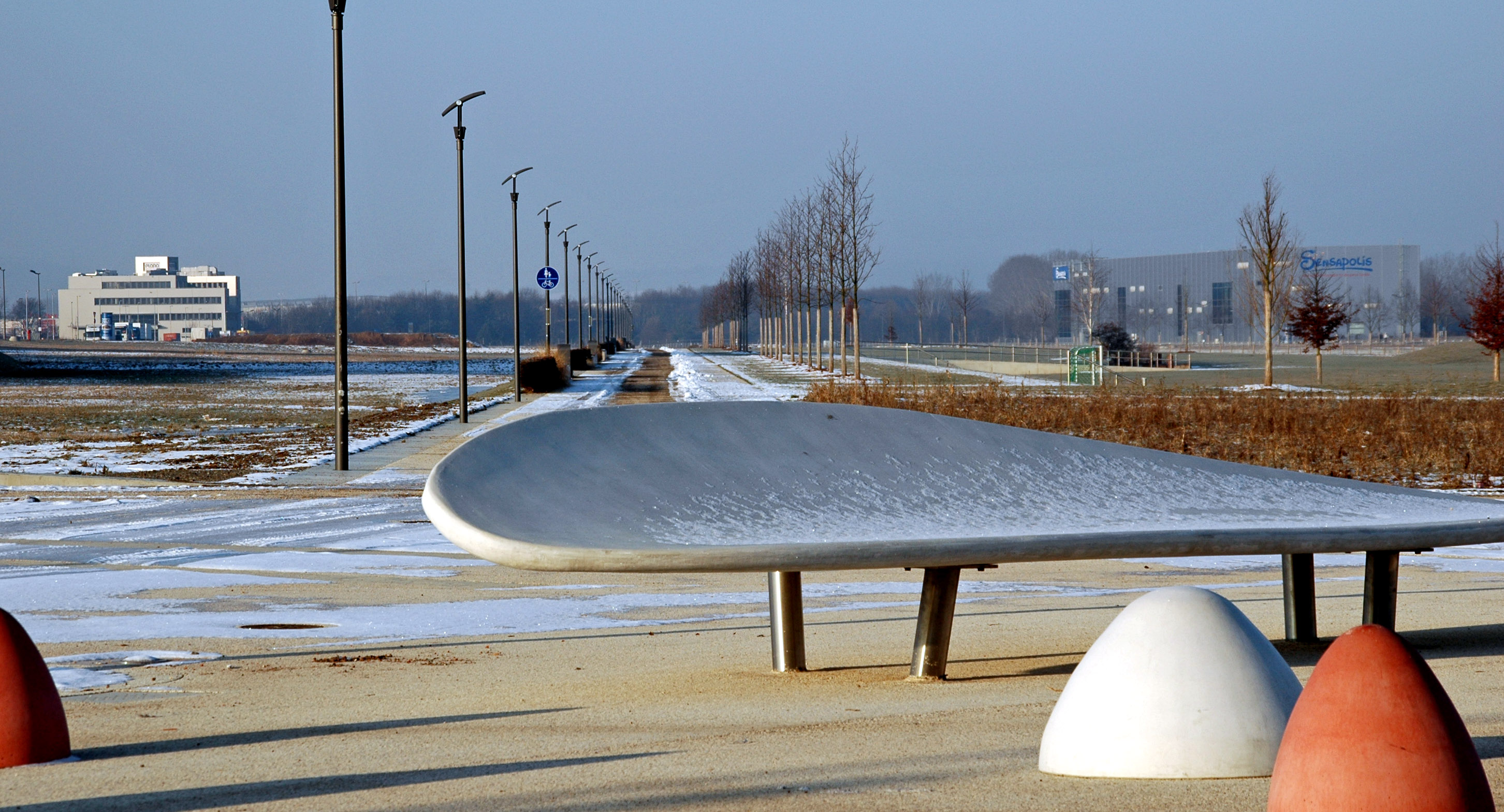
Letiště v Böblingenu
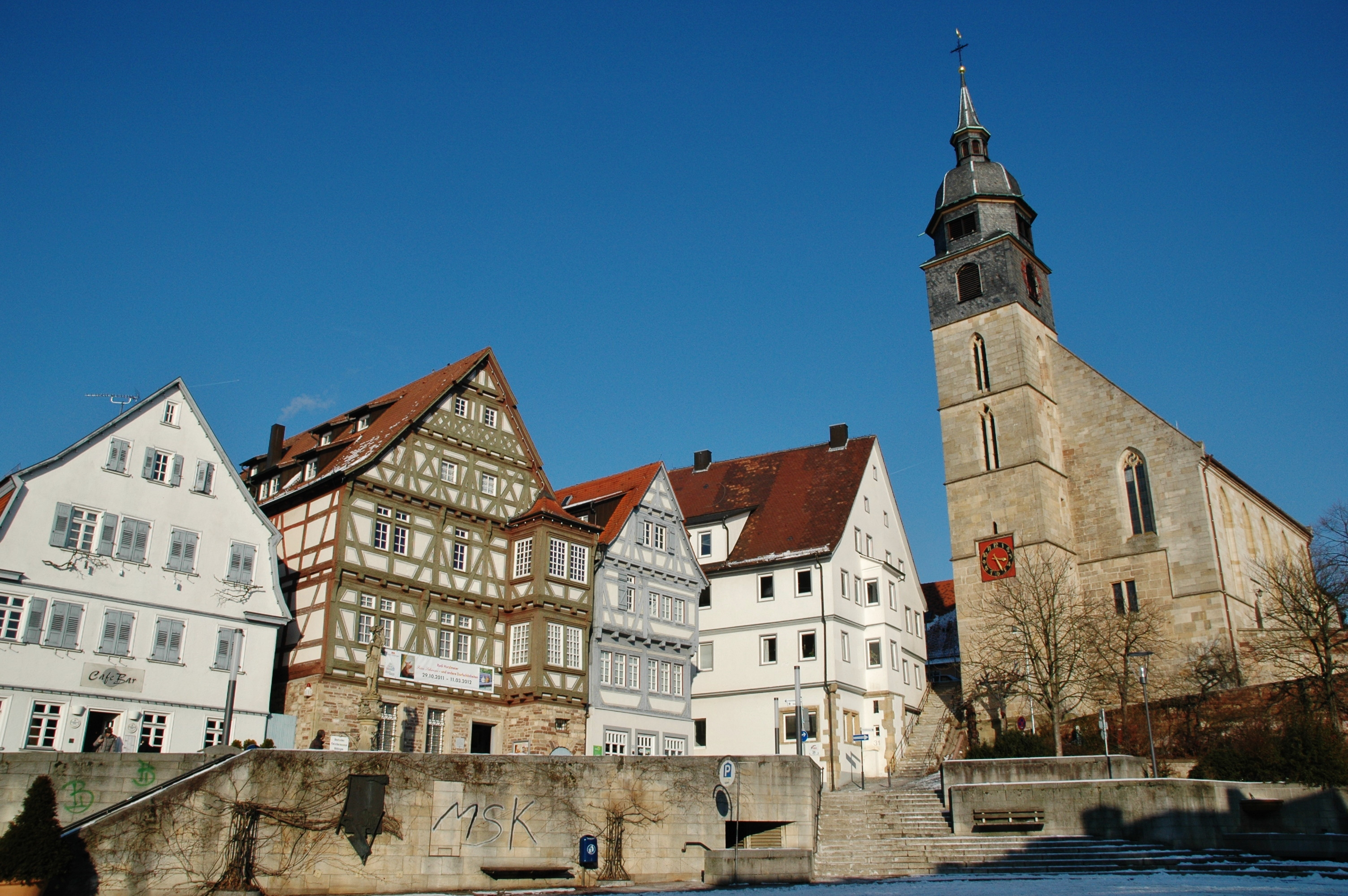
Řeznické muzeum a kostel sv. Dionýsia na náměstí
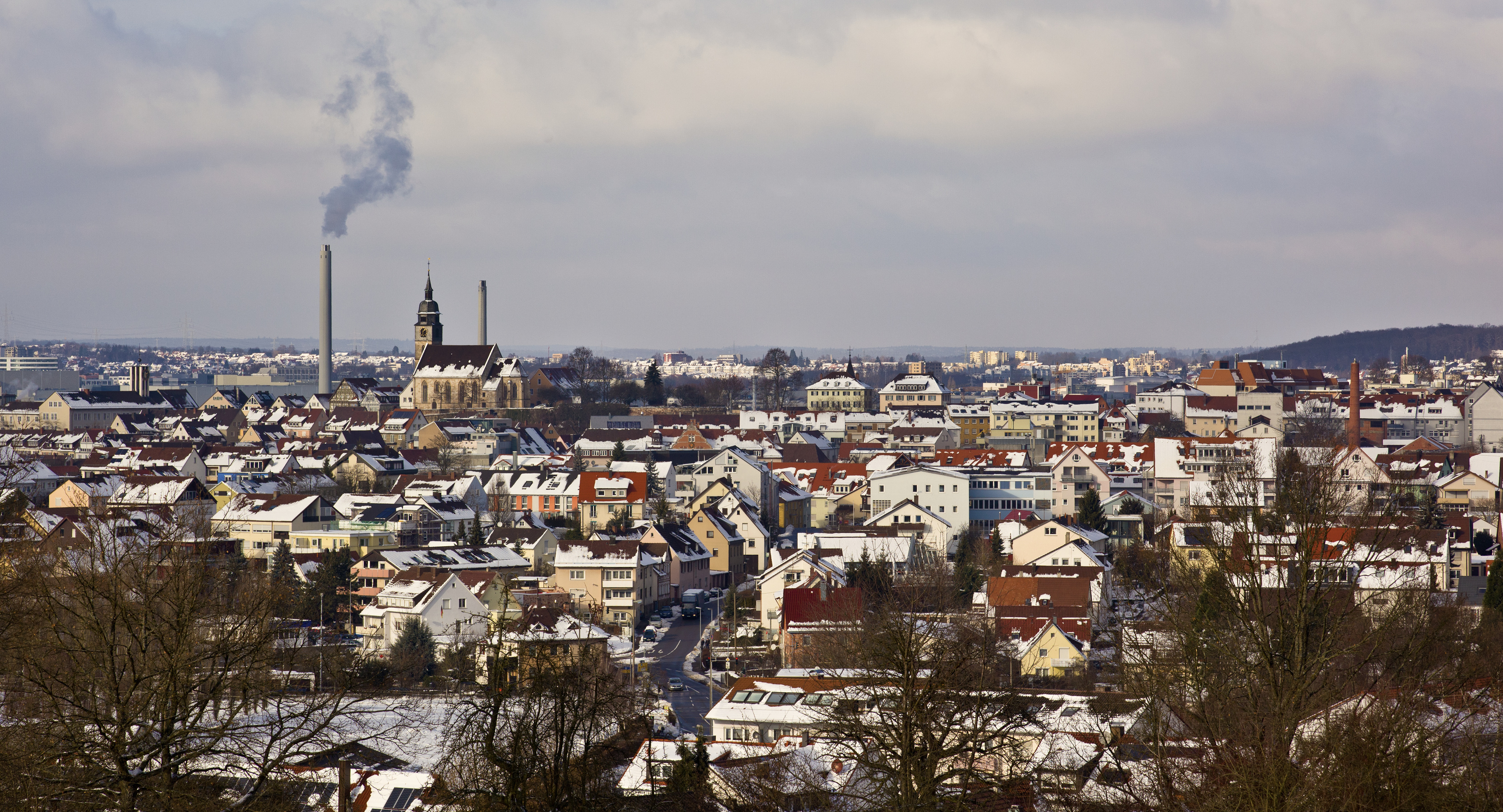
Böblingen od jihu
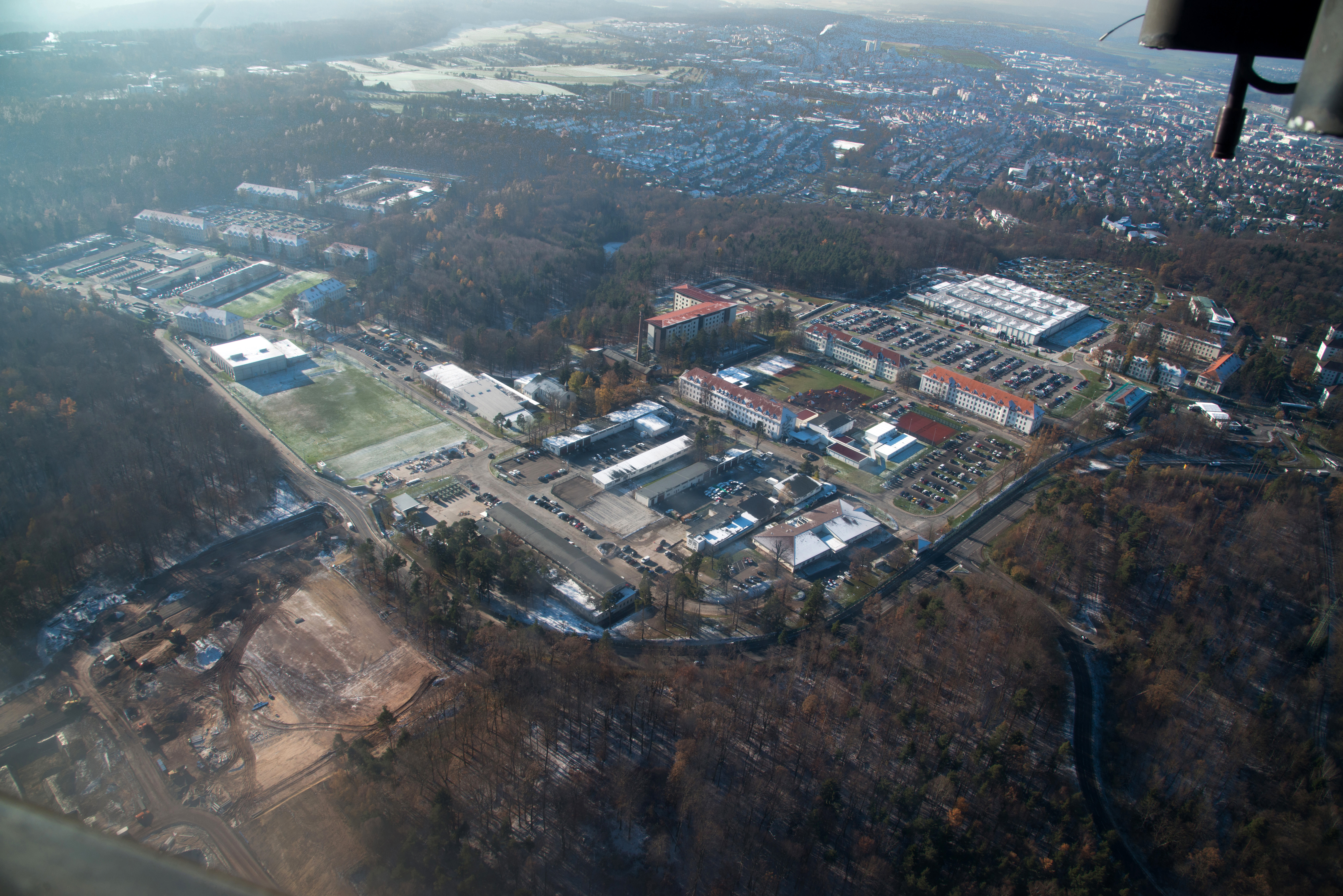
Sídlo americké posádky a vojenské školy
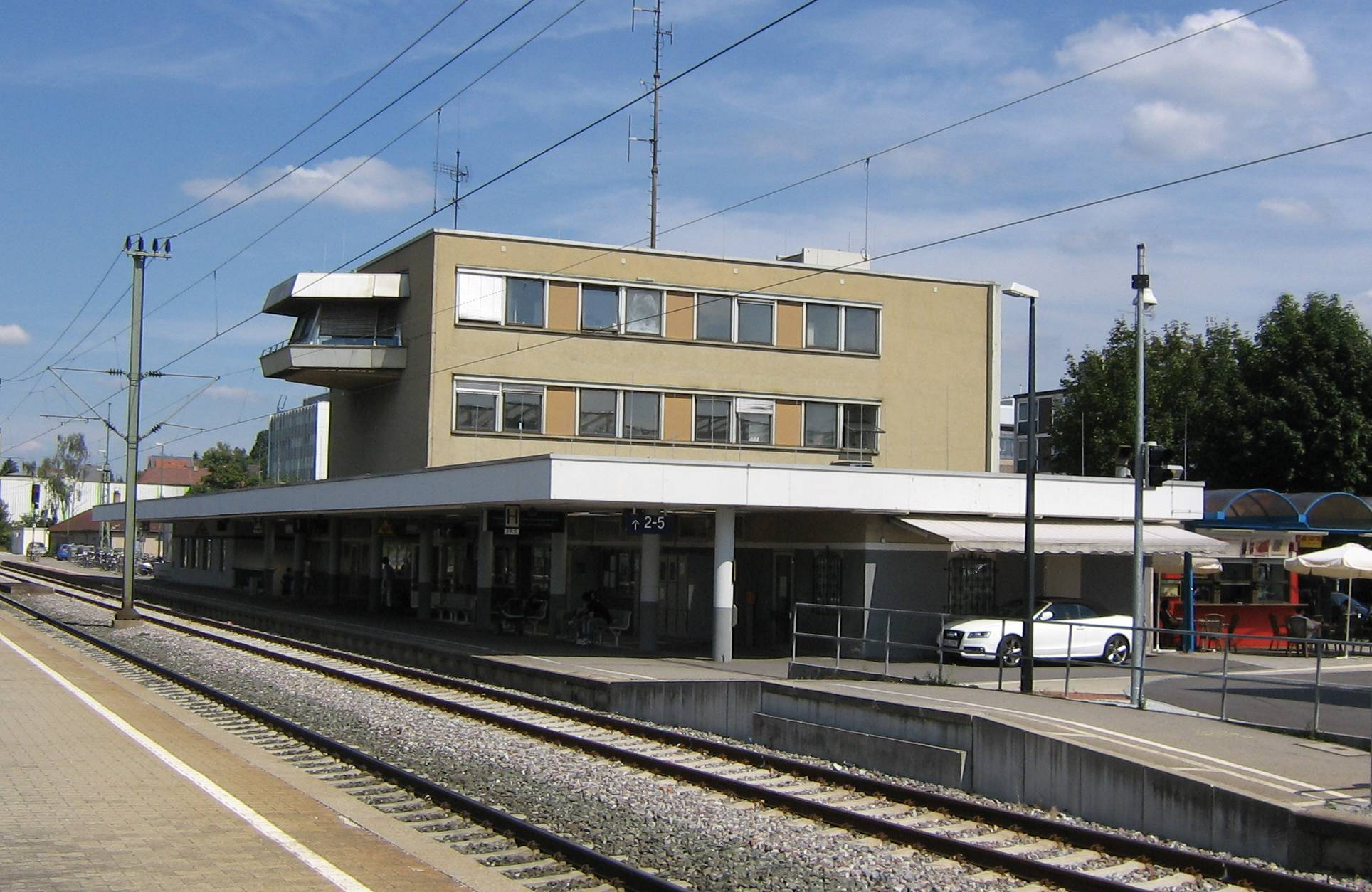
Železniční stanice Böblingen

## Partnerská města
- Glenrothes, Fife, Skotsko, Spojené království
- Pontoise, Francie
- Sittard-Geleen, Nizozemsko
- Bergama, Turecko
- Krems an der Donau, Rakousko
- Alba, Itálie
- Sömmerda, Durynsko, Německo